# Carl-Auer-Verlag
Der Carl-Auer-Verlag mit Sitz in Heidelberg wurde 1989 gegründet.

## Unternehmenstätigkeit
Zu den zehn Verlagsgründern gehörten Psychotherapeuten, Psychologen, Psychiater, Hochschullehrer, Lehrtherapeuten, Unternehmensberater und Philosophen. Unter ihnen befanden sich die beiden seitdem tätigen Geschäftsführer des Verlags, Fritz B. Simon und Gunthard Weber. Das Unternehmen steht im Eigentum der Mehrheitsgesellschafterin Simon, Weber and Friends GmbH und des Minderheitsgesellschafters Bernhard Trenkle. Alleinige Gesellschafter von Simon, Weber and Friends sind wiederum die beiden Geschäftsführer des Verlags.
Der Namensgeber des Verlages – Carl Auer – ist eine Kunstfigur.
Die Selbstbeschreibung lautet: Der Fachverlag für systemische Therapie, Beratung und systemisches Management. Im Mittelpunkt des Verlagsprogramms stehen systemisches Denken, Kybernetik, Konstruktivismus, Kommunikations- und Systemtheorie.
Das Programm des Verlags umfasst heute über 600 lieferbare Buchtitel und DVDs. Jährlich erscheinen rund 50 Neuheiten. Spezifische Sektoren werden von Edition Verlag für Systemische Forschung, von Carl Auer International (englischsprachige Versionen) und Carl-Auer LebensLust abgedeckt.

## Auszeichnung
2021 wurde der Carl-Auer-Verlag mit dem Deutschen Verlagspreis ausgezeichnet.